# Saint Christopher-Nevis-Anguilla
St. Christopher-Nevis-Anguilla là một lãnh thổ hải ngoại trước đây của Vương quốc Liên hiệp Anh và Bắc Ireland nằm ở Biển Caribe. Thực thể này sau đó trở thành một tỉnh của Liên bang Tây Ấn, quốc gia tồn tại một thời gian ngắn, vào năm 1958. Khi liên bang khu vực của các đảo của Anh tan rã vào năm 1962, Saint Christopher-Nevis-Anguilla dính líu đến các phong trào muốn đưa nó nào một liên minh khác trong khu vực Caribbean.
Vào năm 1967, lãnh thổ của Saint Christopher-Nevis-Anguilla được trao cho quyền tự trị nội bộ đầy đủ. Vào năm 1971, đảo Anguilla tích cực yêu cầu và tách ra thành công; vào năm 1980, sự chia tách khỏi Liên bang Saint Kitts và Nevis được chính thức chấp thuận. Phần quốc gia còn lại trở thành quốc gia độc lập với tên Saint Kitts và Nevis vào năm 1983, và Anguilla ngày nay vẫn là một lãnh thổ hải ngoại của Anh.